# Anthony Joseph Bevilacqua
Pour les articles homonymes, voir Anthony Joseph et Bevilacqua (homonymie).
Anthony Joseph Bevilacqua (né le 17 juin 1923 à Brooklyn et décédé le 31 janvier 2012 à Wynnewood, dans la banlieue de Philadelphie, en Pennsylvanie) est un cardinal américain d'origine italienne, archevêque de Philadelphie entre 1987 et 2003.

## Biographie

### Prêtre
Après avoir suivi sa formation vers la prêtrise au séminaire d'Huntington, Anthony Joseph Bevilacqua est ordonné prêtre le 11 juin 1949 pour le diocèse de Brooklyn.
Après plusieurs années de ministères paroissiaux, il est envoyé à Rome pour compléter sa formation. Il obtient un doctorat en droit canon à l'Université pontificale grégorienne. De retour à Brooklyn, il siège au tribunal diocésain tout en suivant un cursus en science politique à l'Université Columbia et un cursus en droit couronné par un doctorat de l'université de Saint John dans le Queens.
En 1965, il est nommé vice chancelier, puis chancelier du diocèse en 1976.

### Évêque
Nommé évêque auxiliaire de Brooklyn le 7 octobre 1980, il est consacré le 24 novembre suivant. Le 7 octobre 1980, il est nommé évêque de Pittsburgh avant de devenir archevêque de Philadelphie le 8 décembre 1987. Il s'est retiré pour raison d'âge le 15 juillet 2003.

### Cardinal
Il est créé cardinal par le pape Jean-Paul II lors du consistoire du 28 juin 1991 avec le titre de cardinal-prêtre de SS. Redentore e S. Alfonso in Via Merulana.